# Gary Johnson (jogador de futebol americano)
Gary "Big Hands" Johnson (31 de agosto de 1952 - 4 de agosto de 2010) foi um jogador de futebol americano.